# Pezizomycotina
De Pezizomycotina (vroeger Ascomycetes) is een onderstam van de stam van schimmels Ascomycota (of zakjeszwammen). Tot 2008 werd de Ascomycetes beschouwd als een klasse binnen het rijk van de schimmels (Fungi). In 2008 is de klasse Ascomycetes uit de taxonomie gehaald en zijn de subklassen gedeeltelijk heringedeeld als klassen direct onder de Ascomycota. De huidige naam van deze groep is Pezizomycotina, die de rang die van onderstam heeft gekregen. Deze staat dan naast twee andere onderstammen, de Taphrinomycotina en de Saccharomycotina of Hemiascomycetes.

## Taxonomie
Een recent bijgewerkte indeling boven het niveau van familie (wel met vermelding van de geslachten) geven Holt & Iudica:

#### Oudere indelingen
De taxonomische indeling is sinds 2008 ingrijpend veranderd. In onderstaande, oudere indeling zijn de klassen niet gegroepeerd in onderstammen (subfyla). De Pezizomycotina hebben daar nog de naam Ascomycetes en hebben de rang van klasse. Hier volgt de indeling volgens Index Fungorum van 2001: 